# Bamberger Reiter

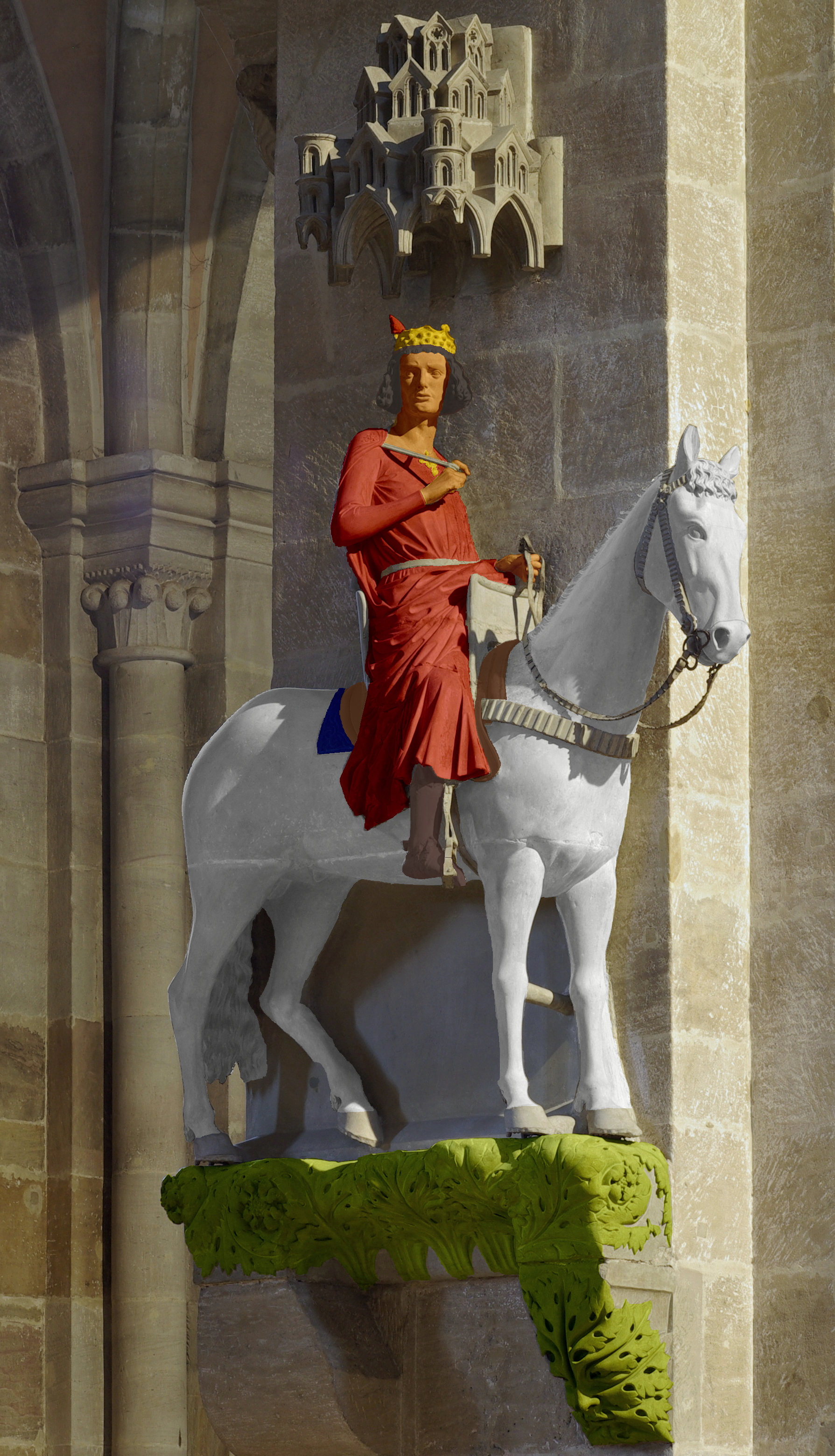
Rekonstruktionsversuch der einstigen Farbwirkung

Der Bamberger Reiter oder auch „steinerne Reiter“ ist ein steinernes Reiterstandbild im Bamberger Dom. Er stammt aus der ersten Hälfte des 13. Jahrhunderts und gehört zu den plastischen Hauptwerken der späten Stauferzeit. Er ist eines der bekanntesten Wahrzeichen der Stadt Bamberg.

## Standort, Beschreibung und Geschichte
Die Skulptur, deren Schöpfer unbekannt ist, wurde aus mehreren Schilfsandsteinblöcken gehauen. Die Aufstellung erfolgte vermutlich vor der Weihe des Dom-Neubaus 1237. Sie befindet sich auf einer Konsole am Nordpfeiler des Georgenchors im Bamberger Dom. Laut Forschungen aus dem Jahr 2004 behielt das Standbild seit seiner ursprünglichen Aufstellung im 13. Jahrhundert seinen Standort bei. Daher wird angenommen, dass der heutige räumliche Bezug zum Doppelgrab des Kaiserpaars Heinrich II. und Kunigunde und zum Fürstenportal Teil der ursprünglichen Anlage und damit in die Deutung einzubeziehen ist: Nach der räumlichen Anordnung ist der steinerne König imaginär durch dieses Portal hineingeritten und hält, dem früheren Grab des Kaiserpaars huldigend zugewandt, inne.
Die Geste des Reiters, die linke Hand am Zügel, die rechte Hand, die Waffenhand, entspannt am Band seines Tasselmantels eingehängt, verleiht dem Reiter einen Ausdruck von Lässigkeit und Ruhe, der auch seiner sonstigen Körperhaltung entspricht. Der Griff an das Tasselband zeigt an, dass der Reiter es nicht nötig hat, seine Hand zum Halten einer Waffe oder eines Herrschaftszeichens zu gebrauchen. Es handelt sich bei dieser Geste im Sinn der höfischen Gebärdensprache um ein Zeichen seines hohen Standes.

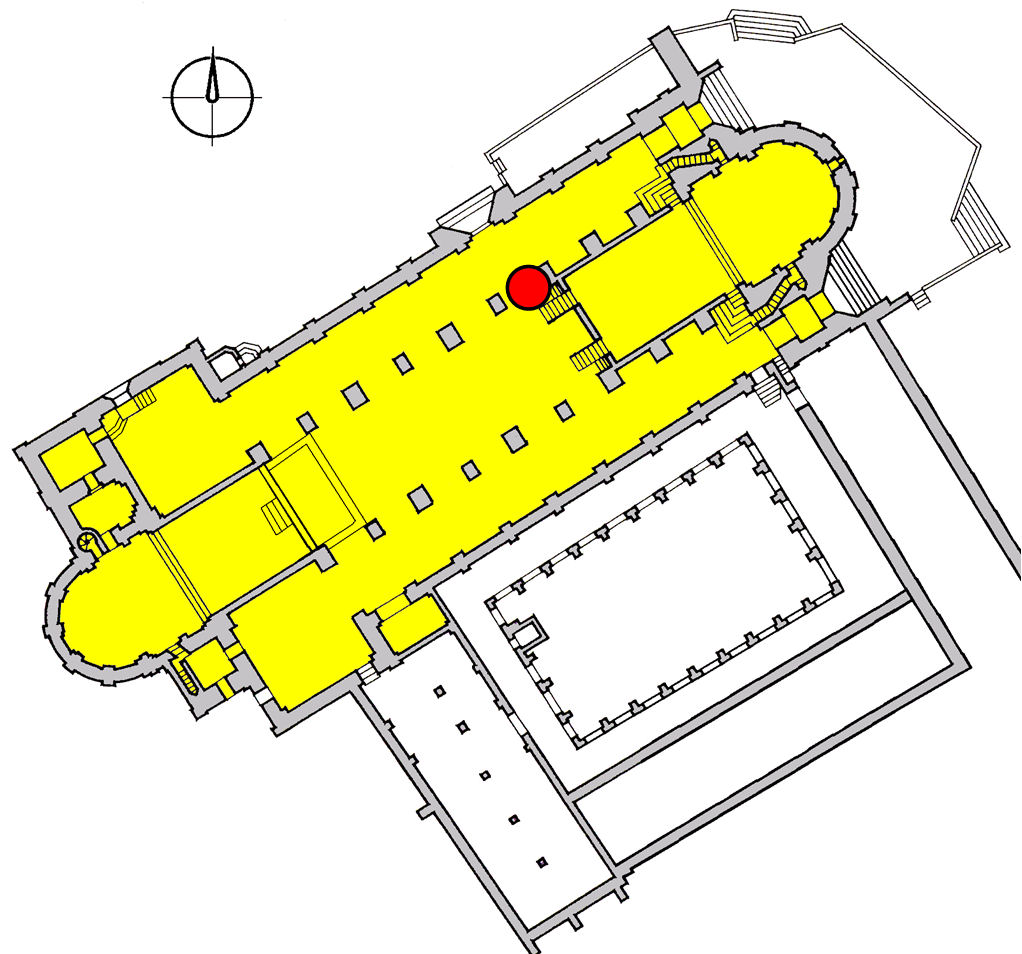
Standort im Bamberger Dom

Der Reiter war ursprünglich mit kräftigen Farben gefasst und dadurch auffälliger als heute. So war der Sockel grün, das Pferd weiß mit braunen Flecken, das Kleid und der Umhang rot mit silbernen und goldenen Sternen, die Stiefel braun, die Krone, die Sporen und der Gürtel vergoldet, die Haare dunkel. Das Pferd der Statue ist beschlagen, eine der ersten Darstellungen von Hufeisen überhaupt. Möglicherweise sind die Darstellungen eines Pferdekopfes und eines Ritterkopfes in zwei Cadellen in der um 1440 entstandenen für den Bamberger Dom bestimmten Handschrift Msc.Lit.27 der Staatsbibliothek Bamberg frühe Reflexionen auf den Bamberger Reiter, dessen bisher bekannte früheste Darstellung sich auf einer 1669 von Georg Adam Arnold gemalten Innenansicht des Doms befindet.

## Deutungsvorschläge
Die Deutung der Gesamtskulptur und insbesondere die mögliche historische Identität des Reiters bleiben bis heute fraglich und Gegenstand kunsthistorischer Forschung. Der Domreiter ist eine im Kirchenraum singuläre Plastik. Vergleichbare Reiterstandbilder der Epoche, der Magdeburger Reiter und die Plastiken Oldrado da Tressenos an einer Palazzofassade in Mailand und am Portal der Kathedrale von Lucca, befinden sich nicht innerhalb einer Kirche. Auf einer religiösen steinernen Reiterdarstellung in Südiran (Naqsch-e Rostam in Kazrun, Bischapur, Schapur I.) begegnen sich Gott Ahura Mazda und Bahram I. zu Pferde. Die Weißfärbung des Bamberger Reiters erinnert an Darstellungen des auf einem Schimmel reitenden Christus wie etwa in der Krypta der Kathedrale von Auxerre (um 1150).

Vergleichbare Darstellungen
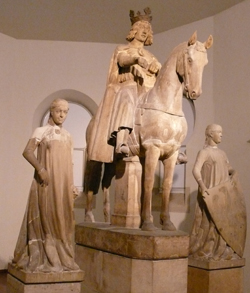
Magdeburg
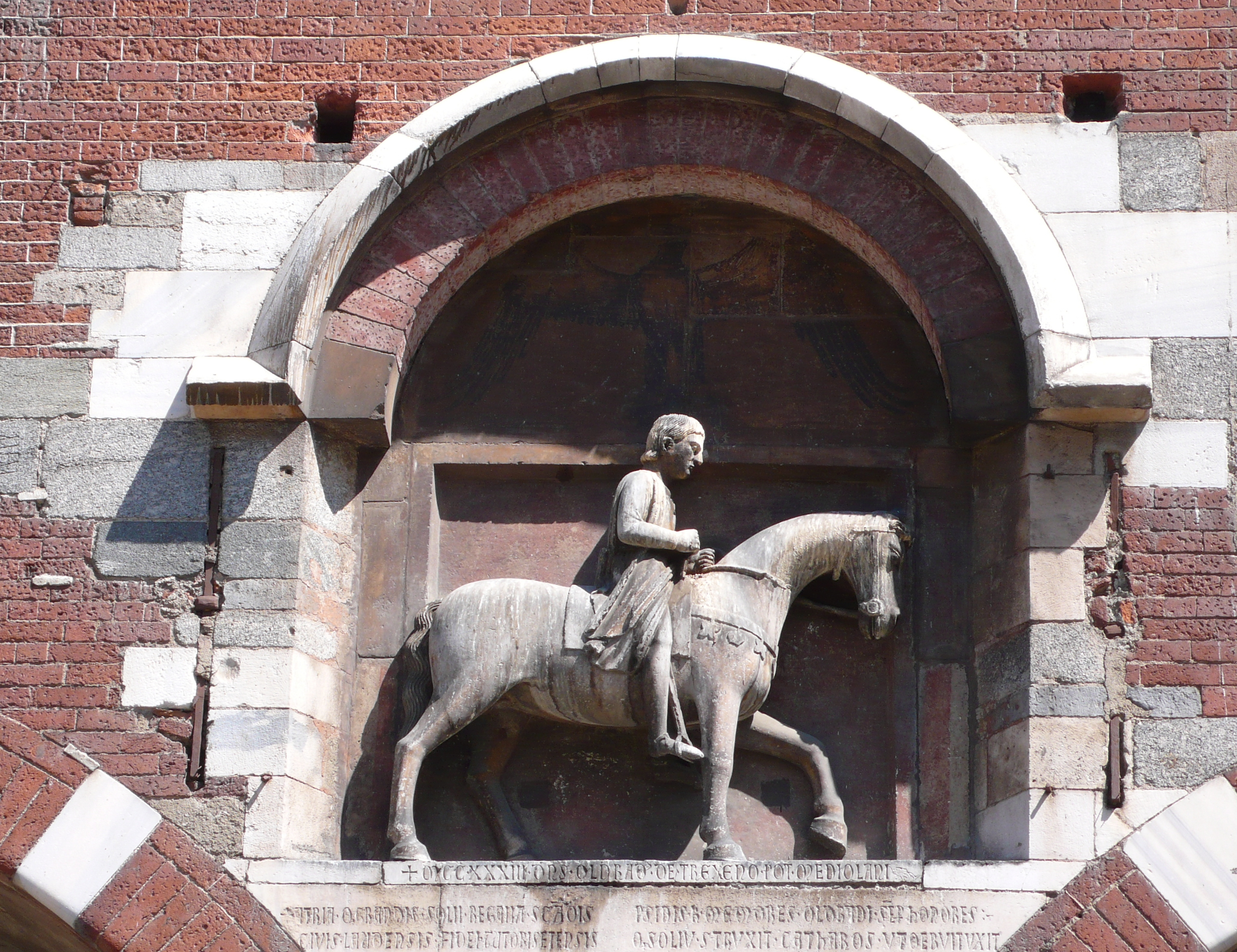
Mailand
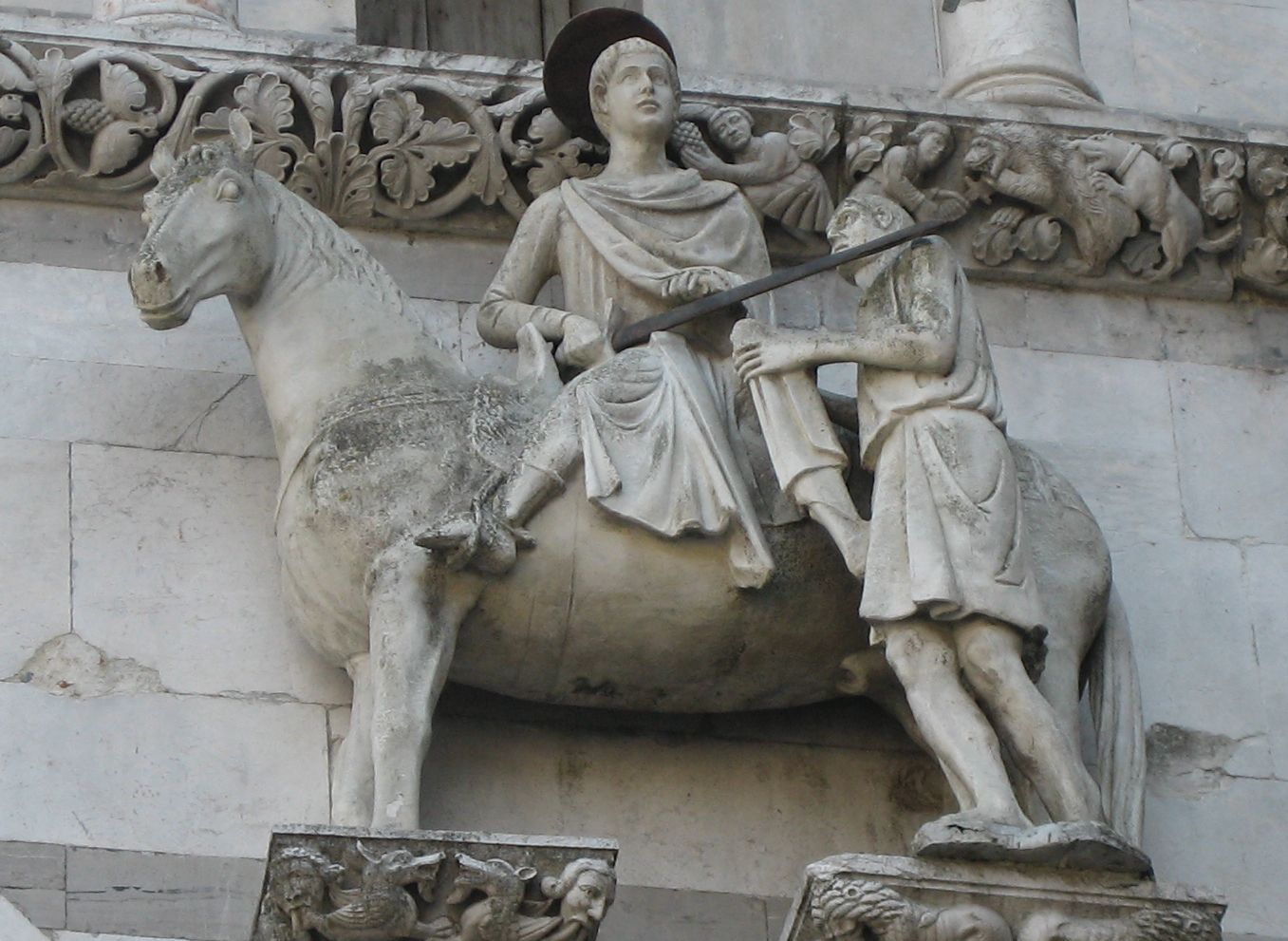
Lucca
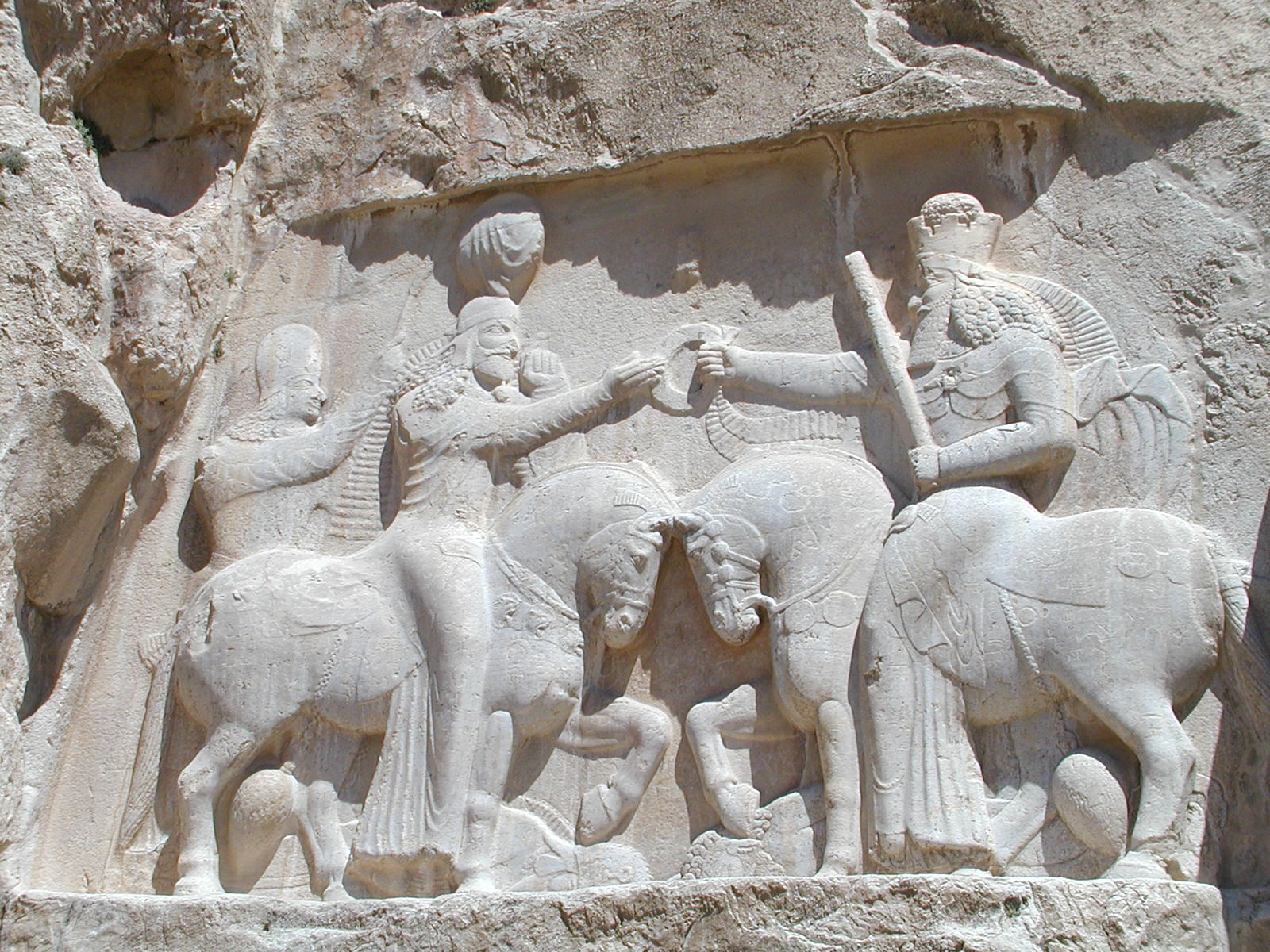
Südiran
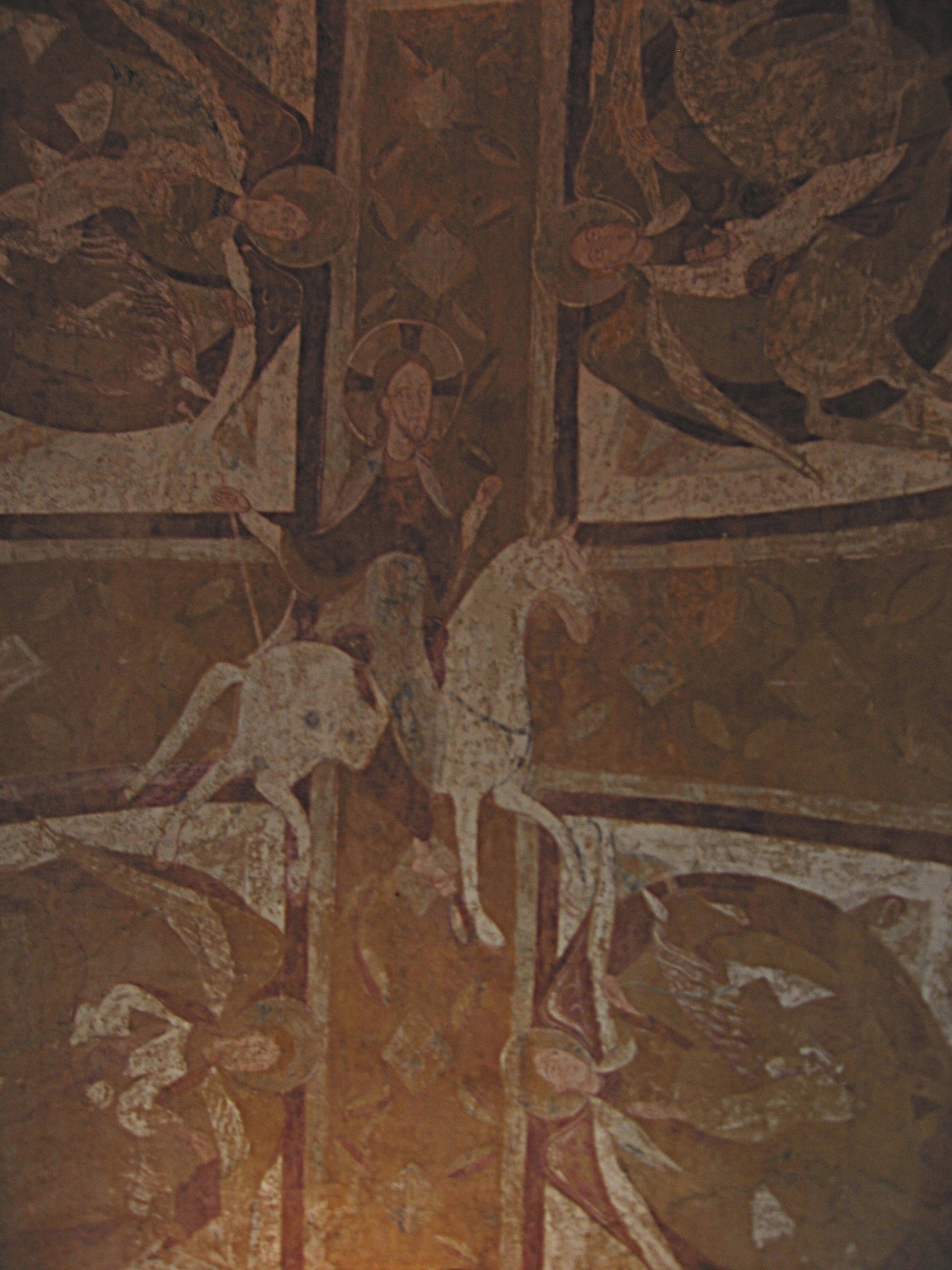
Auxerre

Versuche, die Darstellung einer historischen Person zuzuordnen, gehen – weil der Reiter gekrönt ist – von einem König aus. Im Domreiter wird unter anderem
- der heiliggesprochene König Stephan I. von Ungarn,
- der römisch-deutsche König Philipp von Schwaben, vielleicht auch dessen Großonkel Konrad III.,
- die Staufer-Dynastie,
- eine apokalyptische Figur, der Messias,
- einer der Heiligen Drei Könige oder
- eine universale Symbolskulptur gesehen.

### Heiliger Stephan

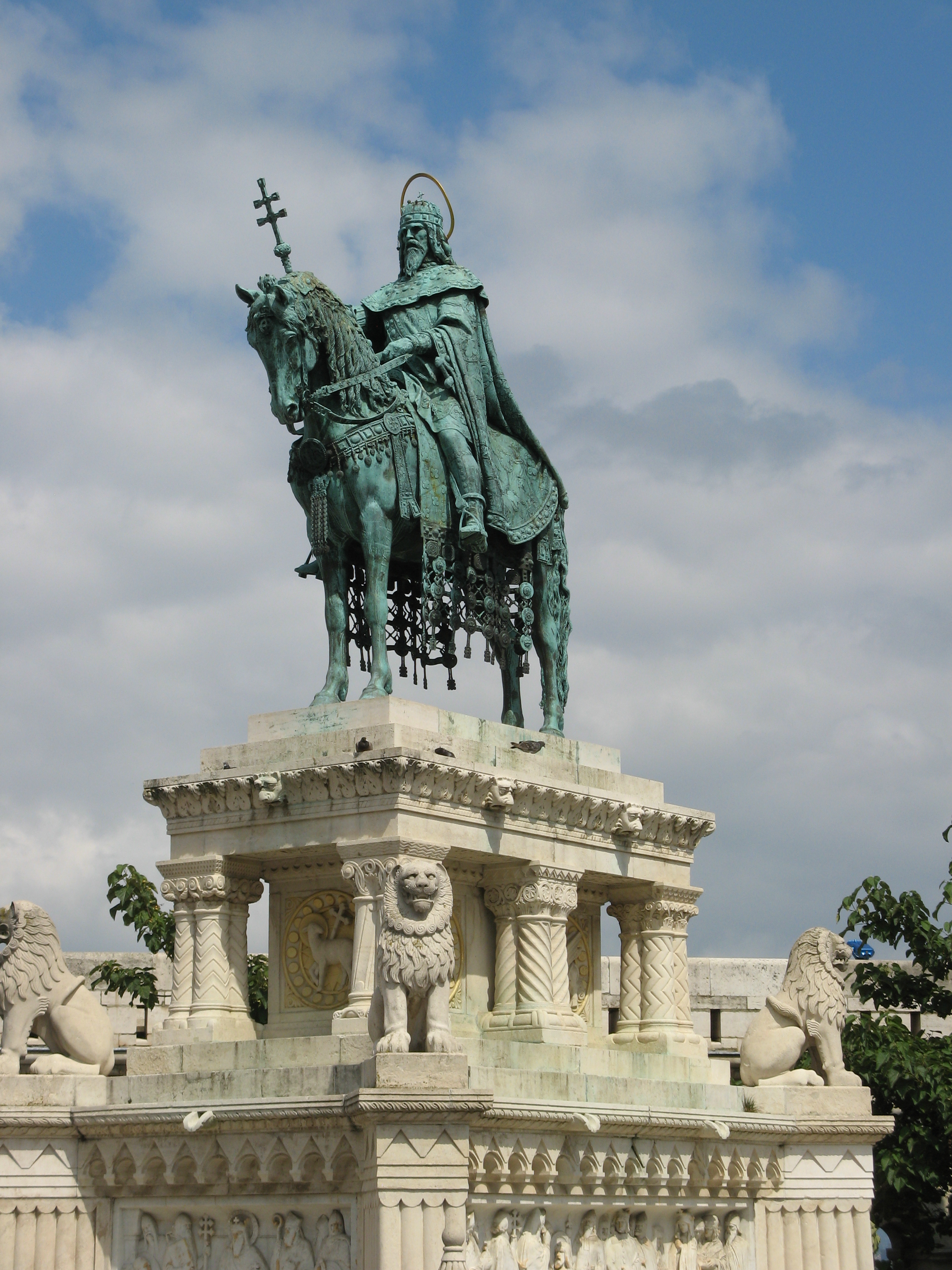
Reiterstandbild Stephans I. in Budapest

Da die Figur in einer Kirche aufgestellt und keine Grabfigur ist, soll es sich wegen des Baldachins um einen Heiligen handeln. Könige, die Beziehungen zu Bamberg haben und zugleich heiliggesprochen wurden, sind Heinrich II. (1146 heiliggesprochen), der im Dom begraben ist, sowie Stephan I., der mit Heinrich II. verschwägert war, 1083 heiliggesprochen und im Bamberger Dom verehrt wurde. Heinrich war nicht nur römisch-deutscher König, sondern auch Kaiser des Heiligen Römischen Reiches, und wäre als Kaiser dargestellt worden. Deshalb sei Stephan wahrscheinlicher, wofür die Verwandtschaftsbeziehungen Bischofs Ekbert von Andechs-Meranien, in dessen Amtszeit die Skulptur vermutlich aufgestellt wurde, nach Ungarn sprechen (→ Bamberger Dom). Der Reiter sei eine Form des Dankes für das Asyl, das Ekbert nach dem Königsmord 1208 bei Andreas II. bis zu seiner Rehabilitierung genoss.

„Es ist belegt, daß Stephan von Ungarn in Bamberg schon sehr früh eine außergewöhnliche liturgische Verehrung genoß. Dies braucht nicht zu verwundern: Bamberg hatte im 13. Jahrhundert große Besitzungen in anderen Teilen Europas, die den Blick der Bevölkerung weit über die Grenzen Frankens lenkten. Von daher erscheint die Darstellung eines Ungarn im Bamberger Dom glaubhaft. […] Auch die Legendenbildung stützt die Stephanstheorie. In den Sagen des 12. und 13. Jahrhunderts wird immer wieder die Zartheit Stephans betont. Einer weiteren Legende zufolge soll Stephan sogar bei seinem ersten Bamberg-Besuch – als Heide noch nicht mit den christlichen Gepflogenheiten vertraut – geradewegs in den Dom galoppiert sein: Dies würde das Pferd erklären. Das Tier könnte übrigens auch als ethnisches Symbol für die Ungarn gesehen werden, die man traditionell mit dem Reitervolk der Hunnen gleichsetzte.“

Die Legende vom Einritt Stephans I. wird in der 1865 entstandenen Monumentalzeichnung von Anton Kraus (1838–1872) sichtbar. Die Deutung als Stephan wird seit 2008 auch von dem Forscherteam um Achim Hubel (Universität Bamberg) und Manfred Schuller (TU München) vertreten.

### Philipp von Schwaben

Münze mit dem Abbild Philipps von Schwaben zu Pferde (1198)

Auf dem Fürstenportal des Bamberger Doms ist auch die Allegorie der Synagoge von einem Baldachin überdacht; die gekrönte Gestalt muss daher nicht unbedingt ein Heiliger sein. Das Recht zur Beisetzung und figürlichen Darstellung in einem Kirchenraum kam – wie das Grabmal des Rudolf von Rheinfelden von 1080 im Merseburger Dom belegt  – auch rein weltlichen Herrschern zu, die ihr Leben für die Kirche ließen.

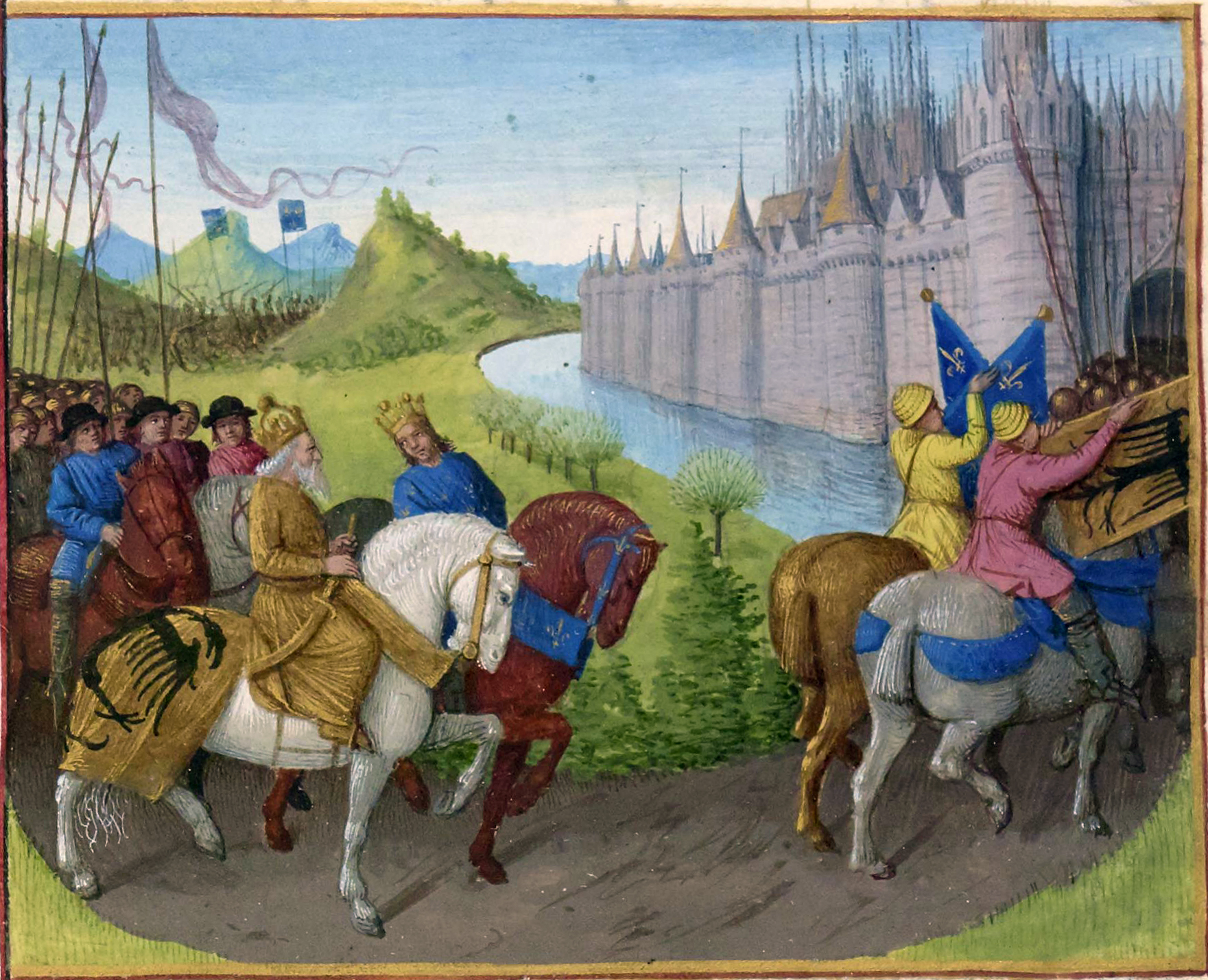
Konrad III. mit Ludwig dem Jungen vor Konstantinopel (1146/47)

Eine äußerst dramatische Verbindung zu Bamberg weist Philipp von Schwaben auf, der 1208 in Bamberg unbewaffnet ermordet wurde. Philipp wurde zunächst in dem noch im Umbau befindlichen Dom beigesetzt. Die Grabstätte lag unweit jenes Chorpfeilers, an dessen Westseite später der Bamberger Reiter angebracht wurde. Philipps Neffe Friedrich II. ließ seinen Onkel im Jahr 1213 bei seiner ersten Reise als (wiederholt gewählter) römisch-deutscher König über die Alpen kommend, in den Speyerer Dom umbetten. Seitdem gäbe es im Bamberger Dom kein sichtbares Gedenken mehr an Philipp und den ersten Mord an einem römisch-deutschen König – wenn nicht durch den Domreiter, der waffenlos zu Pferde thront. In ähnlich friedvoller Manier ist auch König Philipp ohne jede Beigabe von Waffen, als einziger und jüngster der acht Söhne neben seiner Mutter, Beatrix von Burgund, und dem für seinen Vater, Friedrich I. Barbarossa, vorgesehenen Platz, beigesetzt. Die Positionierung des Reiters zwischen Portal und Kaisergrab veranlasst weitere Rückschlüsse. Im Fürstenportal, das Erlöste und Verdammte am Weltende unterscheidet, und dem Reiter wird die sogenannte Tor-Liturgie arrangiert (Ps 24 ), die ihren ursprünglichen Sitz in der Wallfahrt nach Jerusalem hatte, im Christentum jedoch am Anfang des Kirchenjahres (Advent) angesiedelt wurde:
Wer darf hinaufziehn zum Berg des Herrn,

wer darf stehn an seiner heiligen Stätte?

Der reine Hände hat und ein lauteres Herz …

Ihr Tore, hebt euch nach oben, hebt euch, ihr uralten Pforten;

denn es kommt der König der Herrlichkeit
Der Reiter könnte demnach auf Philipp von Schwaben als tugendhaftes Königsvorbild verweisen. Verschiedene Umstände korrespondieren mit der Außergewöhnlichkeit des Bamberger Reiters: Philipps Name (der im Griechischen „Pferdefreund“ bedeutet), sein Tod zur Unzeit (der während einer Hochzeit verübte Mord sorgte auf dem Frankfurter Reichstag 1208 für einen Eklat), seine Friedensliebe (er bot dem 1206 besiegten Widersacher Otto IV. seine Tochter Beatrix von Schwaben zur Vermählung an) sowie die in Bamberg nach Konrad III. sich wiederholende Tragik, dass einem gewählten staufischen König durch unzeitigen Tod die Kaiserkrönung versagt blieb. Der Reiter kann demnach als Memorial für den römisch-deutschen König Philipp von Schwaben verstanden werden, der – anders als Stephan I. – sowohl mit Heinrich und Kunigunde durch den Besitz der Reichskleinodien als auch mit diesen und Konrad III. durch den Ort der (ersten) Grablege im Bamberger Dom verbunden war.

### Ein Staufer

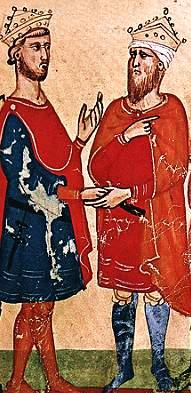
Friedrich II. (links) verhandelt 1228 mit Sultan al-Kamil

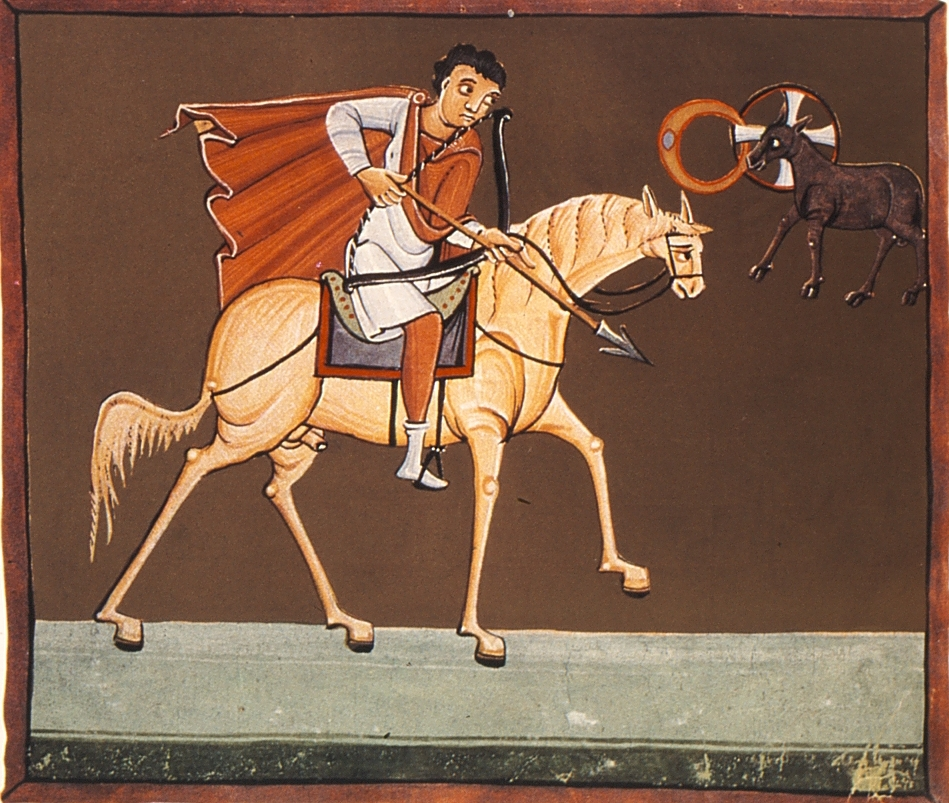
Der sogenannte erste Reiter (Offb 6,2 EU) in der Bamberger Apokalypse (um 1000)

Verfolgt man die Bedeutung Bambergs für die Staufer weiter, so ergaben sich mit dem sogenannten Fünften Kreuzzug, genauer dem Kreuzzug Friedrichs II. der Jahre 1228–29, zahlreiche Motive für die Schaffung der Figur eines unbewaffneten Reiterkönigs. Der „Reiter“ eignete sich als plastisches Symbol für einen neu erworbenen, prestigeträchtigen Königstitel. Friedrich II. fiel im Mai 1228 durch den Tod seiner zweiten Frau, Isabella von Brienne, der Titel eines „Königs von Jerusalem“ zu, dessen Krone er sich im Frühjahr 1229 in Jerusalem aufsetzte. Das Pferd des Bamberger Reiters könnte in diesem Zusammenhang zum einen eine Anspielung auf Gottfried von Bouillon, den Jerusalem-Eroberer und Prototyp eines Kreuzritters zu Pferde, zum anderen auf den Herrschaftsanspruch des Okzidents über den Orient sein, wie seinerzeit für Mark Aurel, den Bezwinger der Parther. Allerdings war dieser Bezugspunkt im Mittelalter nicht bekannt, da das Reiterstandbild Mark Aurels in Rom fälschlich mit dem ersten Kaiser der Christenheit, Konstantin dem Großen, identifiziert wurde. Eine Verbindung der beiden Standbilder ist möglicherweise durch die Identifikation der beiden Reiter und Orte gegeben: Bamberg war der Versuch Heinrichs II., ein neues Rom zu errichten; dort, am Erwartungsort für ein Himmlisches Jerusalem, hätte Friedrich als letzter und legitimer Endzeit-Herrscher präsentiert werden können (Offb 6,2 ; 19,11 ; 21,10 ).
Wer ein solches politisch-ästhetisches Programm hätte verfolgen wollen, bleibt allerdings unklar. Friedrich II. weilte zwischen 1213 und 1235 nicht in Deutschland, sein Sohn Heinrich vertrat ihn zwar, rivalisierte aber mit ihm und ist demnach als Auftraggeber kaum denkbar; Ekbert gehörte gewiss zu den Anhängern Friedrichs II., war aber häufig außerhalb seines Bistums engagiert. Als Bamberger Bischof hatte er dennoch den größeren Vorteil von der Figur, da sie den neuen Dom und das von einem Kaiser gegründete Bistum aufwertete, zumal im Dom mit Papst- und Kaisergrab eine Ansicht der Zwei-Schwerter-Theorie gegeben war, in die sich der endzeitliche Domreiter nahtlos einfügt.
Friedrichs bewaffnete Wallfahrt war der einzige friedliche Kreuzzug, was ihn zum einen mit dem friedlichen Gebaren seines Onkels Philipp von Schwaben verbindet, in dessen zwanzigstes Todesjahr der Kreuzzug fiel, zum anderen mit Bischof Gunther von Bamberg († 1065), der 1064 die erste bewaffnete Jerusalemfahrt von deutschem Boden aus leitete, sowie dessen Auftrag an Ezzo, dafür ein „schönes Lied“ zu dichten; Gunther starb auf dem Rückweg in Ungarn. Daneben spielte Bamberg auch für eine gewisse Zeit eine Rolle in der Heiratspolitik Friedrichs II.: Als Elisabeth von Thüringen die Wartburg verließ, musste sie sich mit ihren drei Kindern 1228 zu ihrem Onkel, Bischof Ekbert, nach Bamberg begeben; sie widerstand aber dem eindringlichen Werben des Bischofs im Namen seines Kaisers, demzufolge sie als zwanzigjährige Witwe eine Ehe mit Friedrich II., ebenfalls und schon zum zweiten Mal Witwer, eingehen hätte sollen. Elisabeth blieb ihrem Gelübde vom Karfreitag 1228, ihrem adligen Stand abzusagen, treu. Friedrich, obwohl gebannt, weil er seinem Gelübde von 1219, Jerusalem zu befreien, nicht nachgekommen war, schiffte sich nun doch, wenn auch kirchenjuristisch zu spät und unerlaubt, bis September 1228 nach Akkon ein, verhandelte mit Sultan al-Kamil und wurde von ihm als König von Jerusalem anerkannt. Einer der im Orient erzielten Erfolge lässt sich an der Aufhebung des (wiederholten) Banns 1230–31 ablesen. Der Bamberger Reiter stünde somit als Symbol nicht einer einzelnen Person, sondern der Staufer-Dynastie und ihres Machtanspruchs schlechthin – bis zur Annullierung des Kaisertitels 1245, was ein neues Verständnis des Domreiters ermöglichen und die seither zahlreichen Hypothesen und aufkommenden Legenden erklären könnte.

### Symbol für den Messias
Der Mittelalterhistoriker Hannes Möhring, Privatdozent an der Universität Bayreuth, vertrat 2004 die Auffassung, dass der waffenlose und mit einem Tasselmantel bekleidete gekrönte Reiter den am Ende der Zeiten wiederkehrenden Messias aus der Offenbarung des Johannes darstelle, den König der Könige (Offb 19,11–16 ). Er habe in den Zeiten der Kreuzzüge die Gläubigen daran erinnern sollen, dass die Feinde des Christentums, vor allem die Muslime, nur durch Gottes Wort wirklich zu besiegen seien. Otto Böcher, Professor für Neues Testament mit dem Spezialgebiet Auslegung der Offenbarung des Johannes, ergänzte Möhrings These: „Unmittelbar unter dem Deckengewölbe wurde der … Bamberger Reiter … platziert, der nicht irgendeinen irdischen König bedeutet, sondern den Messias, der unbewaffnet aus dem Himmel zur Endschlacht reitet …“

### Überrest einer Skulptur der heiligen drei Könige
Die jüngste Theorie versteht den Bamberger Reiter als übrig gebliebenen Rest des heute verschollenen Lettners des Bamberger Doms. Der Reiter selbst sei der hinterste der drei Weisen aus dem Morgenland und Teil einer in den Lettner eingebauten Skulpturengruppe mit dem Thema der Anbetung der Könige oder der gesamten Geburt Jesu und seit der Entfernung des Lettners deren einzig erhaltener Teil. Dafür spreche, dass die abgebildete Person als Reisender zu Pferd, mit einem Baldachin bedeckter Heiliger und als König mit Krone, aber sonst ohne identifizierende Attribute dargestellt ist, deren Identität sich jedoch ursprünglich durch die übrigen Figuren eindeutig erklärt hätte. Der in die Ferne gerückte Blick würde dann dem Stern von Bethlehem gelten, die auf dem Baldachin abgebildete Stadt wäre Bethlehem oder, als Hinweis auf den Besuch bei Herodes, Jerusalem.

### Universalsymbol
Teilweise wird in der Skulptur auch eine symbolische Abbildung der gesamten Welt gesehen. Der auf der Konsole rechts unter dem Sockel als Blattmaske dargestellte Dämon stelle die Unterwelt dar; darüber komme die Pflanzenwelt, die Tierwelt, sodann der Mensch und schließlich der Baldachin als Sinnbild für das Himmlische Jerusalem.

## Rezeption

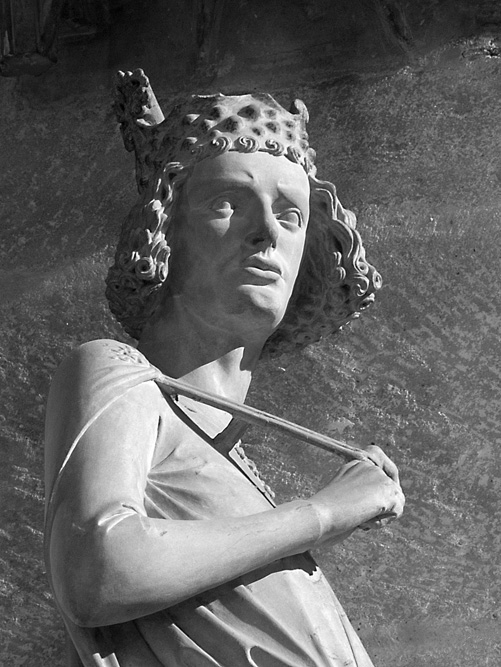
Kopf des Reiters

Im 20. Jahrhundert, insbesondere nach dem Ersten Weltkrieg, wurde der Reiter politisch instrumentalisiert als „Schlüsselgestalt nationalistischer Schwärmerei und hypertropher Großmachtphantasien“. Die akademische Kunsthistorie des ersten Drittels des 20. Jahrhunderts rückte die Figur teils derart in den Mittelpunkt der Aufmerksamkeit, dass ihr „eine ahistorische wie metaphysische Deutung“ aufgezwungen wurde und dadurch „eine völkisch-rassistisch orientierte Bewertung“ mit populärem Einschlag möglich geworden sei.
Für den Dichter Stefan George verkörperte der Domreiter in seinem „geheimen Deutschland“ ein Ideal, das er 1907 – als die Statue noch nicht allgemein bekannt war – in einer „bewusst elitäre[n] Geste“ rühmte:
Du Fremdester brichst noch als echter spross

Zur guten kehr aus deines volkes flanke.

Zeigt dieser dom dich nicht: herab vom ross

Streitbar und stolz als königlicher Franke!

Dann bist du leibhaft in der kemenat

Gemeisselt – nicht mehr Waibling oder Welfe –

Nur stiller künstler der sein bestes tat·

Versonnen wartend bis der himmel helfe.
Im Ersten Weltkrieg wurden die in Bamberg stationierten Ulanen des 1. Königlich Bayerischen Ulanenregiments als „Bamberger Reiter“ bezeichnet. Auch die Angehörigen des 17. Reiter-Regiments der Reichswehr wurden „Bamberger Reiter“ genannt. Für fünf Regimentsangehörige, die im Widerstand gegen den Nationalsozialismus starben, darunter Claus Schenk Graf von Stauffenberg, ist im Bamberger Dom eine Gedenktafel angebracht.

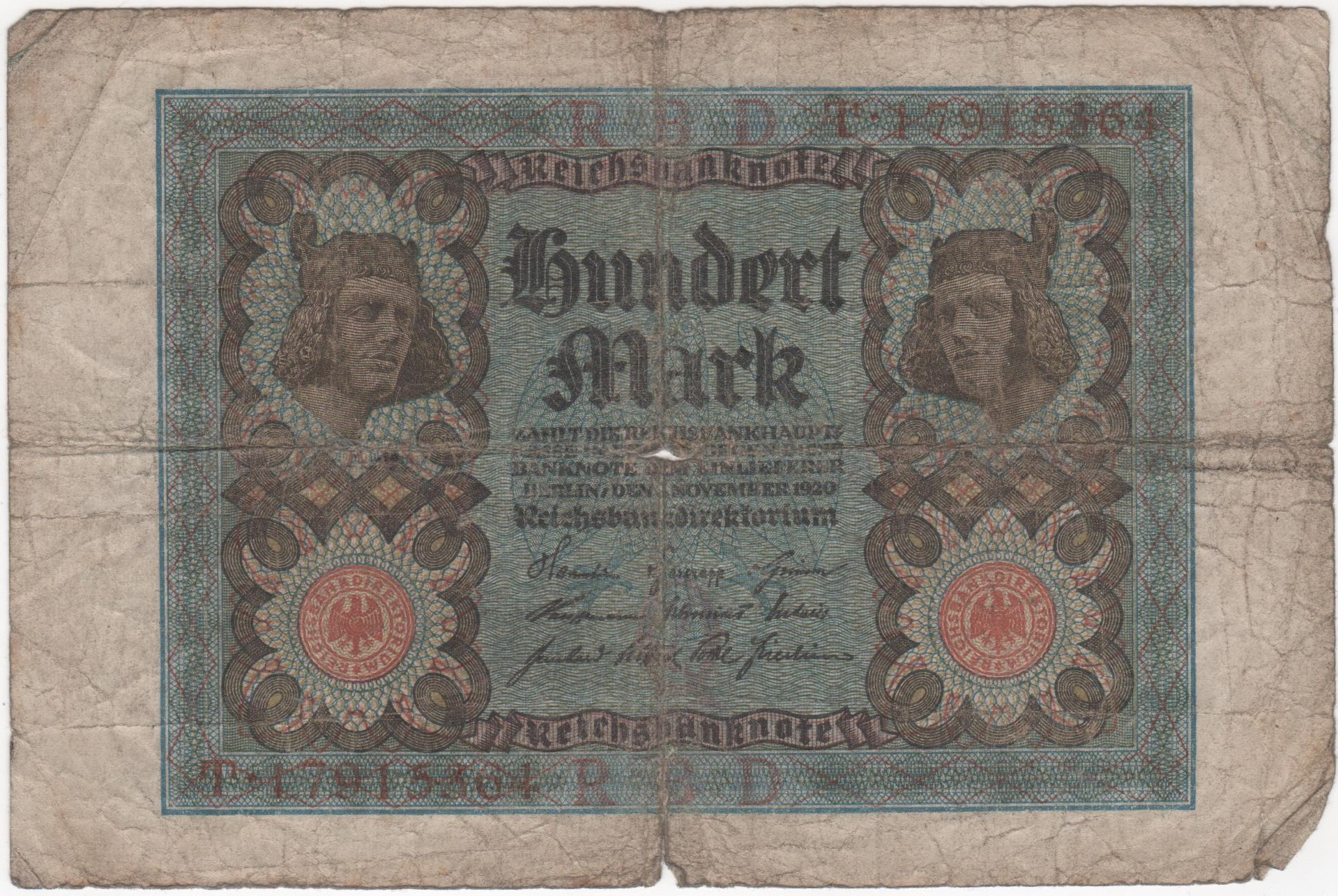
Bamberger Reiter, 100 Mark, 1920

In der Zeit der Weimarer Republik begann die Popularisierung der Figur; so findet sich der Kopf des Reiters auf dem 100-Mark-Schein von 1920. Der Fotograf Walter Hege schuf damals Lichtbilder des Kopfes, die weite Verbreitung fanden und als „die Ikone des politischen Programms einer deutschen renovatio imperii“ galten. Im späteren George-Kreis nutzte Ernst Kantorowicz die Gesichtszüge des Reiters 1927 in seiner rühmenden Biographie über den Stauferkaiser Friedrich II. als Ausweis dafür, dass beide Figuren dem „mittelmeerischen Germanentypus“ angehörten; das Bamberger Gesicht verrate, „dass jener schöne und ritterlich adlige Menschentypus damals in Deutschland gelebt haben muss“. Der Dom von Bamberg wurde für ihn in einem Rundfunkvortrag 1935 daher „das wahre Nationalheiligtum der Deutschen“. Der spätere Hitler-Attentäter Claus Schenk Graf von Stauffenberg wurde im George-Kreis, dessen Mitglied er seit 1923 war, verherrlichend als „Bamberger Reiter“ bezeichnet; die Assoziation ging so weit, dass eine äußere Ähnlichkeit Stauffenbergs mit der Figur des Standbilds behauptet wurde.
In der Zeit des Nationalsozialismus wurde der Bamberger Reiter von den Nationalsozialisten als „Signatur arischer Kultur“ zu Propagandazwecken instrumentalisiert. So begrüßte der Politikwissenschaftler Hans Freyer den Nationalsozialismus im Jahr 1935 mit den Worten: „Das unbekannte Volk steht auf und sagt ein politisches Ja. Aus den alten Säften wächst, noch einmal, eine Epoche, die Sinn hat. […] Zukunft liegt über dem Heute, weil es eine Wandlung des Ewigen ist. Die Menschen glauben, schreiten aus, blicken vorwärts und zwischen ihnen reitet, ungesehen, der Reiter aus Bamberg.“ Hans F. K. Günthers Rassenkunde des deutschen Volkes setzte den Kopf des Reiters aufs Titelbild, ebenso Paul Schultze-Naumburgs Die Kunst der Deutschen; der Kunsthistoriker Alfred Stange erklärte die Figur 1935 zum „Denkmal des ewigen Deutschen“. In der NS-Bildästhetik wurde der Kopf zum „ästhetischen Double“ Adolf Hitlers. Eine sinfonische Dichtung Der Bamberger Reiter von Friedrich Siebert wurde 1939 in Bad Salzuflen uraufgeführt.

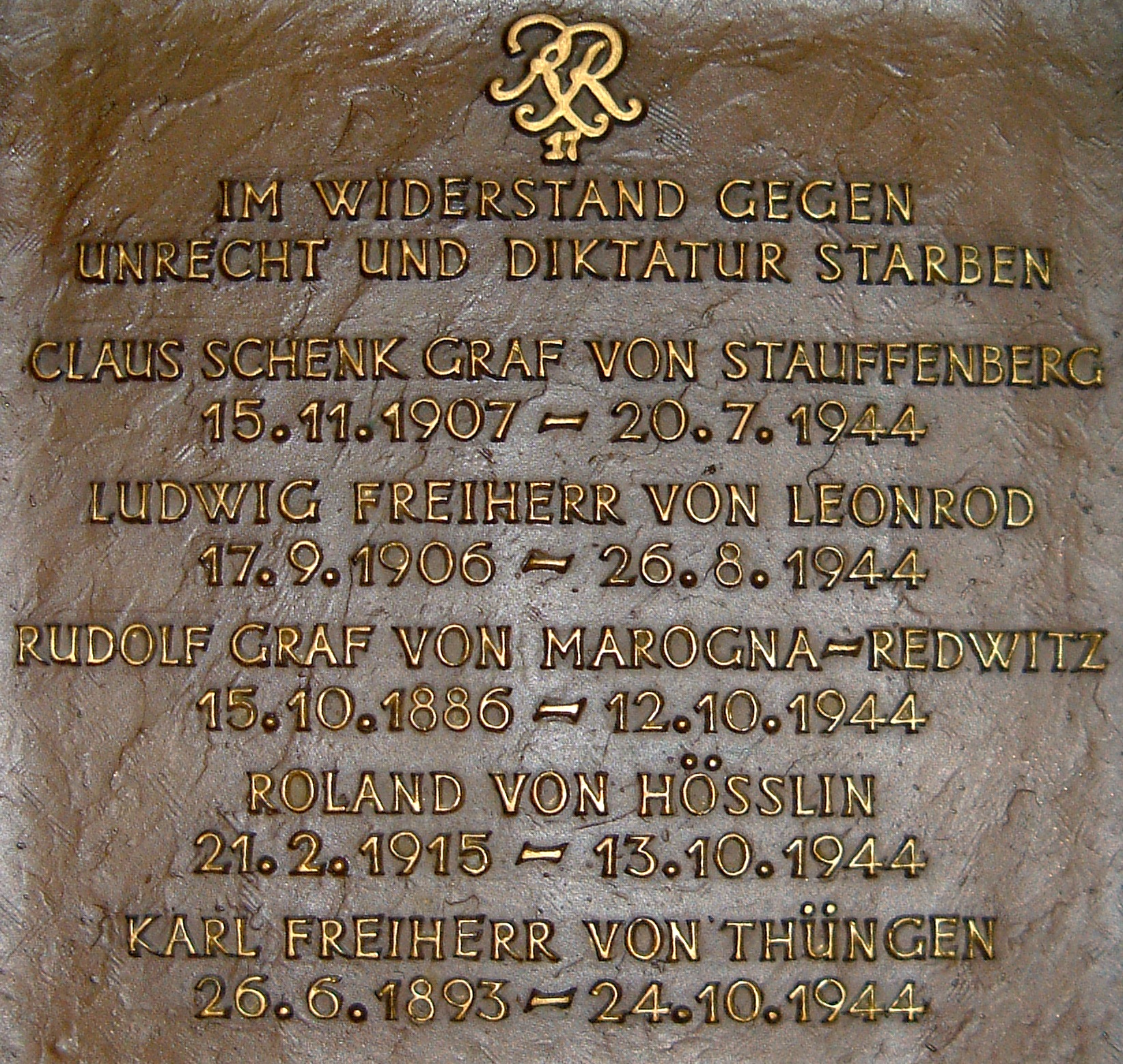
Gedenktafel für Hitler-Attentäter im Dom

Nach dem Zweiten Weltkrieg ging die politische Vereinnahmung zugunsten einer populärkulturellen Nutzung zurück. Bei der Eröffnung der Stuttgarter Staufer-Ausstellung 1977 nannte Bundespräsident Walter Scheel die Plastik neben literarischen Gestalten „ein Stück von uns selbst“, das die Stauferzeit als „unsere erste Klassik“ hervorgebracht und „unsere geistige Identität geformt“ habe.
Jedes Jahr verleihen die Bamberger Kurzfilmtage einen „Bamberger Reiter“ aus Schokolade an den Preisträger der Publikumsabstimmung sowie eine Miniaturversion des „Reiters“ als Preis der Jugendjury. 
2003 würdigte die Deutsche Post den Reiter mit einer Abbildung auf einer Briefmarke der Dauerserie Sehenswürdigkeiten. 
In seinem Mittelalterroman Die Nacht des steinernen Reiters (Berlin, 2005) verknüpft Guido Dieckmann die Handlung mit der Entstehung des Reiters. 
Im Rahmen des 1000-jährigen Domjubiläums 2012 ließ das Bamberger Diözesanmuseum einen Playmobil-Reiter herstellen, der sich an der mittelalterlichen Bemalung orientiert.
2021 veröffentlichte der Autor Harry Luck einen Kriminalroman mit dem Titel Bamberger Reiter, in dem die Skulptur des Domreiters aus dem Dom geraubt wird.